# René Levasseur
René Levasseur (Shawinigan Falls, Québec, 1952. augusztus 6. –) profi jégkorongozó.

## Pályafutása
Komolyabb junior karrierjét a Québec Major Junior Hockey League-ben, a Shawinigan Bruinsban kezdte 1969-ben. A csapatban 1972-ig volt csapattag. Az 1972-es NHL-amatőr drafton a New York Islanders választotta ki a 8. kör 117. helyen. Felnőtt pályafutását az American Hockey League-ben, a New Haven Nighthawksban kezdte 1972 végén. Ám mindössze 19 mérkőzést játszott és ezután lekerült a International Hockey League-be, a Muskegon Mohawks, ahol 37 mérkőzést játszott. A következő évben a Central Hockey League-ben, a Albuquerque Six-Gunsba került és játszott a Southern Hockey League-es Macon Whoopeesben, ami 1974. február 15-én szűnt meg. Ennek a bajnoki évnek a végén visszavonult.